# Sparganothoides capitornata
Sparganothoides capitornata es una especie de lepidóptero del género Sparganothoides, tribu Sparganothini, familia Tortricidae. Fue descrita científicamente por Kruse & Powell en 2009.
Se distribuye por Guatemala, cerca del volcán Santa María.